# Meñli II Giray
Meñli II Giray o Mengli II Girai (1678-1740) fou kan de Crimea (1724-1730 i 1737-1740). Era germà de Kaplan I Giray, i fou nomenat per la Porta en part per satisfer els revoltats begs dels Shirin, el 1724.
Va designar khalgay a Safa Giray i nureddin a Selamet Giray. Seguint les instruccions rebudes va introduir la discòrdia entre els begs rebels i finalment es va enfrontar al principal d'ells, Jan Timur Beg, del qual ja havia minat la seva influència; el beg va haver de fugir i els seus principals partidaris foren executats o desterrats. Els Shirin van perdre la seva influència al kanat.
El 1725 va enviar 10.000 homes per ajudar els otomans en la guerra contra Pèrsia; el contingent anava manat pels khalgay, el nureddin i per Toqtamix Giray, fill del Khan. Poc temps després el khalgay Safa Giray fou desplaçat del seu càrrec i substituït per Adil Giray, fill de Selim I Giray; però no va mantenir gaire el càrrec i va ocupar el seu lloc el nureddin Selamet Giray. Adil es va revoltar i es va presentar als nogais de Bessaràbia als que va incitar a retornar a Moldàvia i proclamar kan a Kaplan I Giray. La revolta fou sufocada pels governadors otomans d'Otchakof, Bender, Ismaïl, Kili i Akkerman i pels voivodes de Moldàvia i Valàquia. Els nogais finalment van rebre la franja de terre entre el Dnièster i el Pruth, i van prometre mantenir-se en pau i pagar un tribut a la Porta.
Una vegada establerta la pau amb els nogais de Bessaràbia va esclatar la revolta entre els nogais de Kuban instigats per Jan Timur, el deposat beg dels Shirin, i per Basht Girai. El kan va enviar el seu exèrcit i als cosacs tributaris manats per Polkuls, i el khalgay va marxar també al front dels nogais de Bessaràbia. Basht Girai va assolar diversos territoris fins a Azov; els nogais de les tribus Yedisan i Yambolik, pressionats pels calmucs, estaven enfrontats també als "kasai" (?) i als circassians, i van demanar poder establir-se a Crimea, que els fou concedida; el mateix fou concedit als katai-quiptxaq. Mad Sultan va obtenir el perdó sota promesa de no atacar més als nogais i circassians. Així Mengli va retornar en triomf a Constantinoble el 26 d'abril de 1729.
Es diu que va mostrar mala voluntat i severitat contra els seus antics amics i que per això fou deposat el novembre de 1730. La deposició del sultà Ahmet III pels geníssers el 2 d'octubre de 1730 segurament hi va tenir alguna cosa a veure. El va substituir Kaplan I Giray que pujava al tron per tercera vegada. Meñli II va construir un palau al barri de Selajik a Baghchi-Sarai.
El juliol de 1737 després de la pèrdua de la fortalesa d'Otchakov, fou cridat altre cop al tron havent de tornar del seu desterrament a  Rodes. Va nomenar khalgay a Selâmet Giray i nureddin a Saleh Giray. El general rus Lacy avançava altre cop per Crimea i el kan va esperar als russos a Perekop, a les fortificacions que havien estat restaurades; però Lacy va canviar de ruta i va construir un pont a l'estret de Yenichi, el qual connecta la mar de Sivash (Mar Pútrida) i la mar d'Azov marxant per l'estreta llengua de terra que separava els dos mars i arribant davant Arabat. El kan va arribar a marxes forçades i va poder posar guarnició a la fortalesa i va disposar als seus homes per tallar la retirada als russos, però Lacy confiat amb els seus plans, no va tirar enrere i va creuar el mar Pútrida fins a Karas Bazar. El seu campament fou atacat pel kan però l'atac fou rebutjat, i la ciutat fou ocupada i cremada igual que diversos pobles de la zona. Finalment Lacy es va retirar però no pel camí que el kan esperava i on li tenia preparat un atac, sinó pel Sunghar, que divideix la mar Pútrida en dos; els tàtars només se'n van adonar quan ja havien arribat a l'estepa darrera Crimea, i allí foren derrotats. Després cada part es va retirar als seus quarters d'hivern.
A la primavera del 1738 el kan va envair Ucraïna però va fracassar i Lacy va tornar a Crimea creuant per la mar de Sivash o Pútrida que havia quedat en part seca per la calor i el vent, i que va creuar sense perdre ni un home. Volia ocupar Feodòssia però les devastacions del 1736-1737 li van impedir la marxa doncs el territori havia esdevingut un desert sense possibilitat d'aprovisionar-se; mancat de menjar es va haver de retirar, destruint les fortificacions de Perekop pel camí. Von Hammer diu que va ocupar temporalment Bagchi-Sarai i Simferòpol, i va cremar sis mil cases, 38 mesquites i 2 esglésies. Lacy va retornar a Ucraïna i segons el kan escriu en una carta (agost) fou derrotat quan creuava per Perekop i va perdre gran part dels seus homes, que si fos cert, explicaria la retirada de Lacy cap a Ucraïna i la inactivitat posterior. També Münich es va retirar d'Otchakov on va deixar una guarnició poc important que l'hivern del 1738-1739 va aguantar els atacs de 40.000 turcs i tàtars que van haver d'aixecar el setge després de perdre la meitat dels seus homes, en gran part a causa de malalties.
El 1739 es va signar el tractat de Belgrad pel qual els russos evacuaven Khotzim i Otchakof, però les fortificacions d'aquesta darrera i de Perekop havien de ser desmantellades. Els russos van conservar Azov i la frontera es va delimitar de manera que els era favorable.
Mengli Girai va morir al començament del 1740. Va escriure algunes poesies. El va succeir el seu khalgay Selâmet II Giray, fill de Devlet II Giray.